# Sceptre de saint Louis

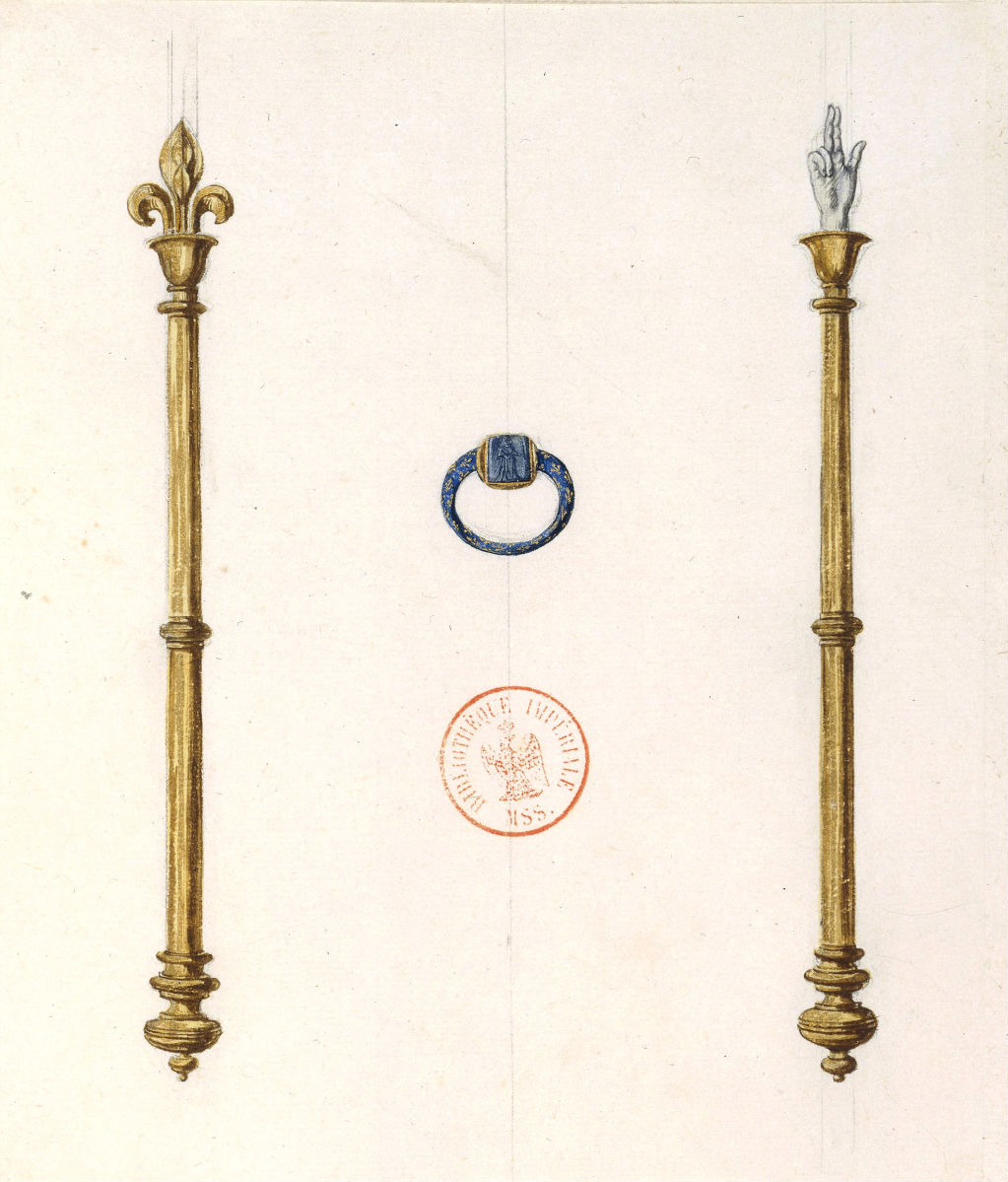
Sceptre de saint Louis, anneau royal et main de justice sous Henri IV (recueil Gaignières, F°. 6, dessin aquarellé), Bibliothèque nationale de France, Inv. Mss. Fr. 20070

Le Sceptre de saint Louis était un sceptre royal datant du Moyen Âge qui faisait autrefois partie des regalia du royaume de France. Le sceptre était surmonté d'une fleur de lys et était utilisé de pair par le roi lors des cérémonies, en particulier celle du sacre, avec la main de justice.

## Histoire

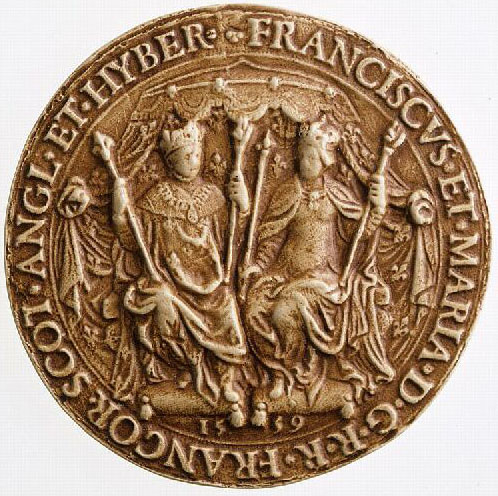
Moulage du sceau de François II et Marie Stuart, roi et reine de France - François tient le sceptre de saint Louis dans la main droite et la main de justice dans la main gauche - 1559 - Archives nationales.

### Sceptres antérieurs couronné d'un lys
Les lys sont associés de manière anciennes aux rois de France, d'anciennes légendes faisant même remonter ce lien à Clovis.
Il n’est pas certain que la fleur de lis apparut sur les manteaux de nos premiers rois mérovingiens mais on a la quasi-certitude qu’elle décora sceptres et couronnes. Ainsi, sur le tombeau de Saint-Germain-des-Près de Frédégonde, troisième épouse de Childéric Ier, roi en 561, la reine est représentée avec une couronne à trois fleurs de lis visibles et un lis au naturel couronnant son sceptre.

### Le Sceptre de saint Louis
La date exacte de la fabrication du sceptre de saint Louis est, comme c'est souvent le cas pour les objets médiévaux, inconnue. Le sceptre daterait des derniers Capétiens directs, soit vers l'an 1300. Il s'agit probablement du sceptre représenté sur le sceau de Louis X le Hutin, qui fut d'abord roi de Navarre de 1305 à 1316 (sous le nom de Louis Ier) et roi de France de 1314 à 1316. Ce sceptre a ensuite servi au sacre des rois de France jusqu'à Charles V, remplacé alors pour son fils Charles VI par le sceptre de Charles V qui fut utilisé ensuite jusque Charles X. En 1517 il servit pour le sacre de Claude de France, épouse de François Ier. Il était ordinairement entreposé dans le Trésor de l'abbaye de Saint-Denis.
Ce sceptre disparut lors des troubles de la ligue. Il fut fondu soit par les moines de l'abbaye qui, étant réfugiés à Paris, étaient dans le besoin (comme ce fut le cas du sceptre à la Rose), soit par les ligueurs qui, comme ils l'avaient fait pour la couronne du sacre, s'en emparèrent et le fondirent pour pouvoir financer la guerre.

## Description

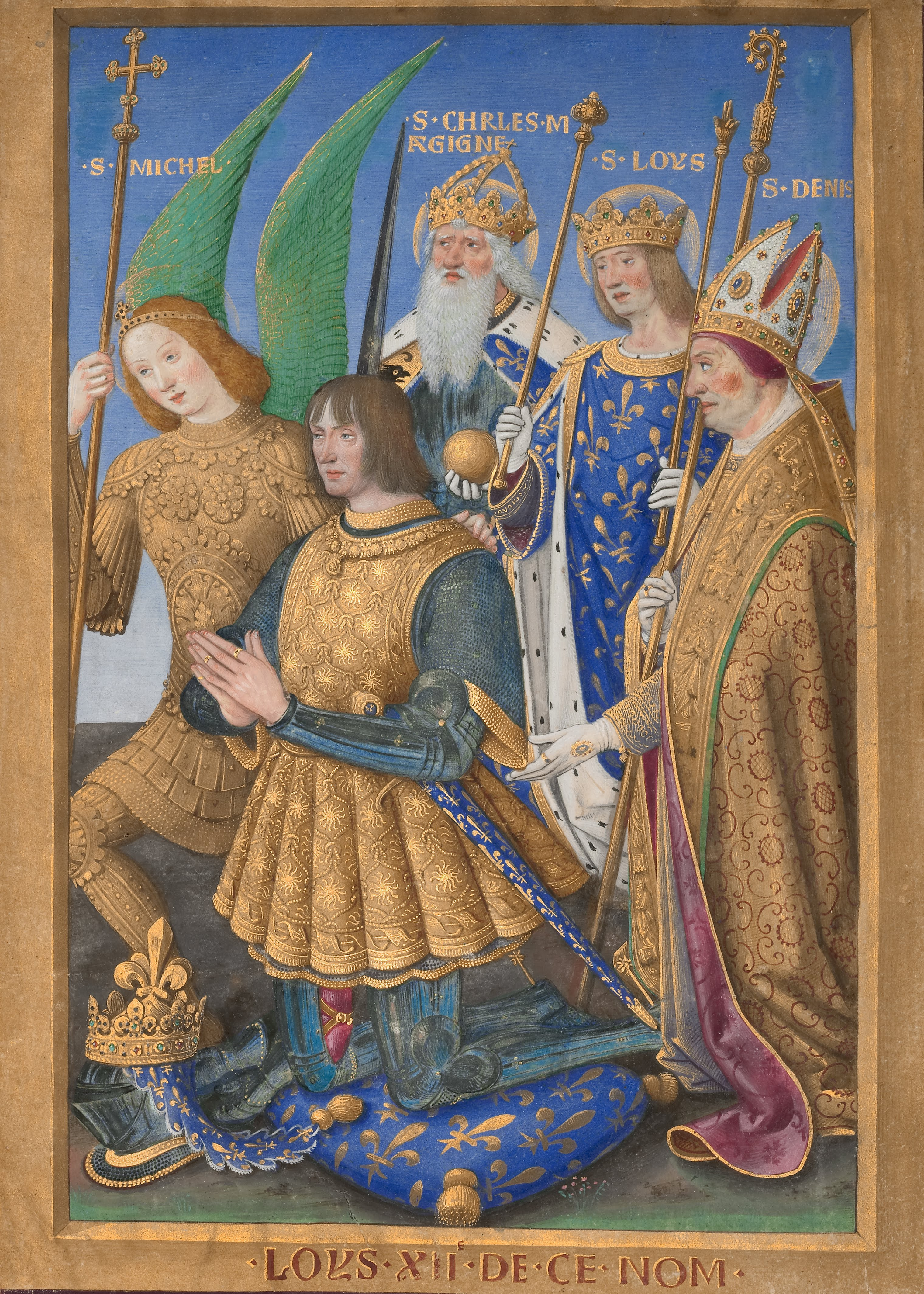
Sur cette enluminure de Jean Bourdichon, saint Louis, situé derrière Louis XII en prière, tient le sceptre dans la main droite et la main de justice dans la main gauche - Livre d'heures de Louis XII, 1498-1499.

Datant de vers 1300, le sceptre dit de saint Louis était doté d'un sommet en forme de feuillage. Sceptre médiéval, il fut forgé en argent doré. Le sceptre pesait 600 grammes et mesurait, en version longue, 1,46 mètre de long. Il est possible que le sceptre n'ait pas toujours eu la même longueur suivant les périodes. 
Le long sceptre, qu’on doit rapprocher de la crosse de l’évêque, sert au Roi comme un bâton de berger et l’aide à marcher dans la cathédrale. Il peut être conçu comme l’axe du royaume, le canal des grâces célestes qui viennent du ciel pour se répandre sur la France. La fleur de lys (très peu stylisée) au sommet, est en quelque sorte enracinée dans le ciel, et fait allusion à la source du pouvoir. Le feuillage représentait la floraison du bâton d'Aaron dans l'ancien testament,.